# 하노 코플러
하노 코플러(Hanno Koffler, 1980년 3월 25일 ~ )는 독일의 배우이다.

## 내력
코플러는 베를린에서 태어났다. 코플러는 동생 막스 코플러와 함께 케로신(Kerosin)을 결성하여 드럼을 연주하고 있다. 코플러는 여러 연극 활동을 하고 있으며, 영화로는 《썸머 스톰》으로 두각을 드러냈다.

## 출연 작품
- 작가 미상 - 귄터 프레우서 역
- 사냥감 - 알베르트 역